# 시오노 나나미
시오노 나나미(일본어: 塩野七生 1937년 7월 7일 ~ )는 일본 출신의 작가, 역사평설가, 소설가이다. 이탈리아의 역사와 관련된 다수의 작품을 저술하였다. 1990년대 이전에는 르네상스시대 이탈리아에 관련된 작품을 주로 집필해 왔고, 1992년부터 2006년까지는 《로마인 이야기》를 통해 고대 로마의 역사를 그려내었다. 이름의 나나미(七生)는 칠월칠석에 태어난 것에서 붙여졌다.

## 생애
시오노 나나미는 1937년 7월 7일 도쿄에서 태어났다. 고등학교 시절 호메로스의 일리아드를 처음 읽고 유럽의 신화와 역사에 매료되었다. 1963년 가쿠슈인 대학교에서 철학과를 졸업했다. 대학교 시절 좌파 학생운동에 깊이 참여했으나, 1960년 안보투쟁 이후 분열을 거듭, 목적성 없이 이합집산을 거듭하는 학생 운동의 현실에 질려 발을 빼게 되었다. 졸업 후 다시 유럽에 관심을 가지게 되었고, 졸업 직후인 1964년 이탈리아로 건너갔다. 1968년까지 이탈리아에서 공부하는 동안 어떠한 공식 교육기관에도 적을 두지 않고 독학으로 르네상스와 로마 역사를 공부했으며, 이탈리아뿐만 아닌 유럽 전역, 북아프리카와 소아시아의 광범위한 지역을 여행하기도 했다.
1968년 일본으로 귀국, 문예지인 《중앙공론(추오코론)》에 《르네상스의 여자들》을 연재하면서 작가로서 데뷔했다. 1970년 두 번째 작품인 《체사레 보르자 혹은 우아한 냉혹》을 발표하여 명성을 쌓기 시작, 같은 해 이탈리아인 의사와 결혼하며 이탈리아 피렌체에 정착한다. 이 결혼 생활에서 아들을 하나 두었으나 수 년 후 이혼했다. 그 후 아들과 함께 1993년 로마로 이주해 현재 그곳에 거주하며 집필 활동을 계속하고 있다.

### 작품 활동
초기 작품에서는 르네상스 시대의 이탈리아 역사에 천착하는 모습을 보여주었다. 데뷔작인 《르네상스의 여자들》(1968)을 시작으로 《체사레 보르자 혹은 우아한 냉혹》(1970), 《신의 대리인》(1972)은 모두 14-16세기 이탈리아의 역사를 주제로 한 팩션이며, 이 경향은 1980년대까지 이어졌다. 《신의 대리인》 이후 큰 작품 활동을 하지 않던 시오노 나나미는 1980년, 10여년에 걸친 자료조사를 바탕으로 베네치아 공화국의 역사를 서술한 이야기체 역사서인 《바다의 도시 이야기)》를 발표해 1982년 산토리 학예상을 받았다. 이후 70년대 10년간의 연구를 바탕으로 본격적인 역사소설인 《세 도시 이야기》(1993-1995), 《전쟁 3부작》(1983-1987)을 발표하였다. 이후 《로마인 이야기(ローマ人の物語)》를 쓰게 되는 것에까지 이르게 된다.

### 수상
1970년 《르네상스의 여자들》로 받은 마이니치 출판문화상을 시작으로 1982년 《바다의 도시 이야기》로 산토리 학예상, 1993년 신초 문예상 등을 수상했으며, 2000년에는 이탈리아 정부로부터 이탈리아의 역사와 문화를 일본에 전달하는 데 공을 세운 것을 인정받아 국민포장인 그란데 우피치알레 공로장을 수여받기도 했다. 이 외에도 2005년 일본 정부로부터 받은 자수 포장, 시바 료타로 문학상 등을 수상한 바 있다.

## 평가
많은 비평가와 역사학자들은, 시오노의 작품이 엄밀히 말하면 역사서가 아님에도 불구하고 많은 독자가 이를 사실 그대로 받아들이는 것에 대해 경계의 목소리를 낸 바 있다. 또한 시오노의 책에 사실과 부합하지 않는 부분(《로마인 이야기》의 경우 특히 고대 그리스를 서술한 부분이나 로마의 속주 통치를 미화한 부분)이 다수 있으며, 이것이 독자들에게 잘못된 정보와 그릇된 편견을 심어줄 수 있다는 점을 지적받은 바 있다.
다른 비평가들은, 시오노의 저작 전반에 있어 그 주제의식과 문체가 지나치게 정치적으로 우경화되어 있으며, 이는 특히 청소년들에게 사상적으로 편향적인 영향을 끼칠 수도 있다고 이야기한 바 있다. 특히 강대국의 제국주의와 작은정부를 지향하는 보수주의에 대한 옹호가 현저하다. 예를 들어 서울대학교 서양사학과 교수 주경철의 경우, 자신의 저서 《테이레시아스의 역사》의 pp.130~148에서 시오노 나나미를 "일본 우익 제국주의 성향을 온전히 가지고 있는 작가"이며, "일본 제국주의에 대한 향수를 가지고 있는 것으로 보인다"고 비판하였다. 책 곳곳에 제2차 세계대전에 대한 일본의 책임을 인정하지 않는것처럼 보이는 서술들이 상당수 있으며, 그리고 한일 양국의 역사문제에 관하여 "서로 각자 다른 버전의 역사교과서를 가지면 된다"고 역설, 일본측의 역사적 과오 반성이 필요없다고 주장하는 등, 역사의식에서 문제점을 보여주고 있다.
실제로 스스로 인정한 것과 같이 저작이 마키아벨리즘적이고, 권력에 대해 그다지 비판적이지 않은 문체를 유지하고 있다. 하지만 이것은 상당부분 마키아벨리를 오해한 입장으로, 마키아벨리즘은 "도덕과 정치를 분리" 시키자는 것이지 "도덕 자체를 인정하지 말" 자는 것이 아니기 때문에 시오노 나나미의 입장을 "마키아벨리즘"으로 정의하는 것은 무리가 있으며, 시오노는 오히려 그 왜곡된 의미로서의 마키아벨리스트라고 할 수 있다.

## 작품
- 르네상스 저작집 (塩野七生ルネサンス著作集)
  - 《르네상스의 여인들》 (ルネサンスの女たち), 1968년
  - 《체사레 보르자 혹은 우아한 냉혹》 (チェーザレ・ボルジアあるいは優雅なる冷酷), 1970년
  - 《신의 대리인》 (神の代理人), 1972년
  - 《바다의 도시 이야기》 (海の都の物語), 1980년
  - 《나의 친구 마키아벨리》 (わが友マキアヴェッリ), 1987년
  - 《르네상스를 만든 사람들》 (ルネサンスとは何であつたのか), 2001년

- 로마인 이야기 (ローマ人の物語)

1. 《로마는 하루아침에 이루어지지 않았다》 (ローマは一日にして成らず), 1992년
2. 《한니발 전쟁》 (ハンニバル戦記), 1993년
3. 《승자의 혼미》 (勝者の昏迷), 1994년
4. 《율리우스 카이사르·상》 (ユリウス・カエサル ルビコン以前), 1995년
5. 《율리우스 카이사르·하》 (ユリウス・カエサル ルビコン以後), 1996년
6. 《팍스 로마나》 (パクス・ロマーナ), 1997년
7. 《악명높은 황제들》 (悪名高き皇帝たち), 1998년
8. 《위기와 극복》 (危機と克服), 1999년
9. 《현제의 세기》 (賢帝の世紀), 2000년
10. 《모든 길은 로마로 통한다》 (すべての道はローマに通ず), 2001년
11. 《종말의 시작》 (終わりの始まり), 2002년
12. 《위기로 치닫는 제국》 (迷走する帝国), 2003년
13. 《최후의 노력》 (最後の努力), 2004년
14. 《그리스도의 승리》 (キリストの勝利), 2005년
15. 《로마 세계의 종언》 (ローマ世界の終焉), 2006년

- 전쟁 3부작(戦争三部作)
  - 《콘스탄티노플 함락》 (コンスタンティノープルの陥落), 1983년
  - 《로도스 섬 공방전》 (ロードス島攻防記), 1985년
  - 《레판토 해전》 (レパントの海戦), 1987년

- 세 도시 이야기(三つの都の物語)
  - 《주홍빛 베네치아》 (緋色のヴェネツィア·聖マルコ殺人事件), 1987년
  - 《은빛 피렌체》 (銀色のフィレンツェ·メディチ家殺人事件), 1989년
  - 《황금빛 로마》 (黄金のローマ·法王庁殺人事件), 1990년